# Kostkowo (gromada)
Kostkowo – dawna gromada, czyli najmniejsza jednostka podziału terytorialnego Polskiej Rzeczypospolitej Ludowej w latach 1954–1972.
Gromady, z gromadzkimi radami narodowymi (GRN) jako organami władzy najniższego stopnia na wsi, funkcjonowały od reformy reorganizującej administrację wiejską przeprowadzonej jesienią 1954 do momentu ich zniesienia z dniem 1 stycznia 1973, tym samym wypierając organizację gminną w latach 1954–1972.
Gromadę Kostkowo z siedzibą GRN w Kostkowie utworzono – jako jedną z 8759 gromad na obszarze Polski – w powiecie lęborskim w woj. gdańskim na mocy uchwały nr 20/III/54 WRN w Gdańsku z dnia 5 października 1954. W skład jednostki weszły obszary dotychczasowych gromad Kostkowo, Słuszewo i Tadzino ze zniesionej gminy Gniewino oraz obszary dotychczasowych gromad Chynowie, Zielnowo i Dąbrówka Mała wraz z miejscowościami Poręby, Biczyska i Zolniczka z północnej części dotychczasowej gromady Łęczyn ze zniesionej gminy Łęczyce w tymże powiecie.
1 stycznia 1955 gromadę Kostkowo włączono do powiatu wejherowskiego w tymże województwie, gdzie ustalono dla niej 14 członków gromadzkiej rady narodowej.
1 stycznia 1962 do gromady Kostkowo włączono miejscowości Warszkowo, Warszkowski Młyn, Marszewo, Kniewo, Prynkowo i Rybska Karczma ze zniesionej gromady Zamostne w tymże powiecie.
1 stycznia 1960 do gromady Kostkowo włączono miejscowość Rybno ze zniesionej gromady Rybno w tymże powiecie.
31 lipca 1968 gromadę zniesiono, a jej obszar włączono do gromad: Gościcino z siedzibą w Bolszewie (miejscowości Kniewo, Maszewo, Rybska Karczma, Warszkowo i Warszkowski Młyn) i Gniewino (miejscowości Chynowie, Chynowiec, Dąbrówka Mała, Jęczewo, Kostkowo, Korzęcin, Lisewo, Łęczyn Dolny, Płaczewo, Poręby, Rybno, Tadzino, Zielnowo, Zolniczka, Słuszewo i Prenkowo) w tymże powiecie.